# Greatest hits
Greatest hits är ett vanligt namn på samlingsalbum där en grupp eller soloartist släpper sina mest framgångsrika melodier genom åren.
Inom popen i Storbritannien brukar många numera släppa ett greatest hits-album efter ungefär tre-fyra studioalbum.
Vissa vägrar släppa greatest hits-album, bland annat Radiohead,och Metallica. Manic Street Preachers vägrade tidigare också, men till slut släpptes Forever Delayed, även AC/DC ville inte släppa något men släppte sedan till soundtrack till Iron Man 2. Länge motsatte sig också countryartisten Garth Brooks detta, men gick 1994 med på detta för en kort stund, och den togs bort först då tio miljoner exemplar sålts.

## Exempel på kända Greatest hit album
- Greatest Hits (Ice Cube album)
- Greatest Hits (musikalbum av The Offspring)
- Greatest Hits (musikalbum av Abba)
- Greatest Hits (musikalbum av Bruce Springsteen)
- Greatest Hits: Back to the Start
- Greatest Hits: My Prerogative
- Greatest Hits (musikalbum av Sly and the Family Stone)
- Greatest Hits (musikalbum av Queen)